# Küsbikk
Küsbikk (románul: Măgura) falu Romániában, Moldvában, Bákó megyében. Közigazgatásilag még három falu tartozik hozzá: Crihan, Delau Mare és Sohodol.

## Fekvése
Bákótól 4 km-re nyugatra, a megyeszékhely szomszédjában fekvő település.

## Története
Küsbikk további névváltozataiban: Kisbükk, Magura (Măgura).
Községközpont.
Az 1970-es évektől kezdődően több éven át művésztábor működött faluban.